# Rospo Pallenberg
Rospo Pallenberg (Italia, 1939) guionista y director de cine. Es hijo del periodista italiano Corrado Pallenberg. Estuvo involucrado en la escritura de los guiones de las películas de John Boorman: Exorcista II: El Hereje, Excalibur, y La selva esmeralda. En 1989 dirigió la película de terror Cutting Class.